# Bohové (album)
Bohové je druhé studiové album české, potažmo moravské metalové hudební skupiny Panoptiko. Bylo vydáno v 23. března 2023.

## Podrobnosti
Album bylo nahráno digitálně i analogově.
Opět byla použita škála nástrojů jako bouzouki, banjo, foukací harmonika, steel kytara, kornet, cembalo, violoncello nebo trubka.
V písni „Mozartovy Kule“ je v refrénu parafrázována melodie ze „Sonáty pro klavír č.11" od Wolfganga Amadea Mozarta, pro píseň „Prokletý Marsh“ zas byl jako mezihra použit ústřední motiv „Radeckého pochodu“ Johanna Strausse staršího.
Tématy textů jsou např. óda na Wolfganga Amadea Mozarta („Mozartovy Kule“), Divoký západ („Dejte mi Provaz“), prohraná bitva („Prokletý Marsh“), manipulace („Pinocchio“) a sexuální obtěžování („Bohové“).
Album bylo vydáno na CD a vinylu.

## Přijetí
Album sklidilo chválu kritiků za větší vyrovnanost oproti debutu. Recenze na rockpalace.cz vznáší tvrzení, že co skladba, to potenciální hit. Recenze na serveru novinky.cz vyzdvihuje sebejistější projev vokalisty.

## Seznam skladeb
| Pořadí         | Název           | Délka |
| -------------- | --------------- | ----- |
| 1.             | Mozartovy Kule  | 3:51  |
| 2.             | In Vino Veritas | 3:13  |
| 3.             | Ďábelský Bál    | 3:47  |
| 4.             | Dejte Mi Provaz | 4:36  |
| 5.             | Prokletý Marsh  | 4:16  |
| 6.             | Vernisáž        | 3:57  |
| 7.             | Pinocchio       | 4:13  |
| 8.             | Rendez-Vous     | 3:41  |
| 9.             | Bohové          | 3:49  |
| 10.            | Hodinář         | 4:21  |
| Celková délka: | Celková délka:  | 39:51 |

## Obsazení

### Panoptiko
- Lord Panoptik – zpěv
- Dr. Konektor – kytary
- Baron von Telephon – multiisionist, poet
- Segnor Farkaš – baskytara
- Don Balkoni – bicí